# Wilczomlecz okazały

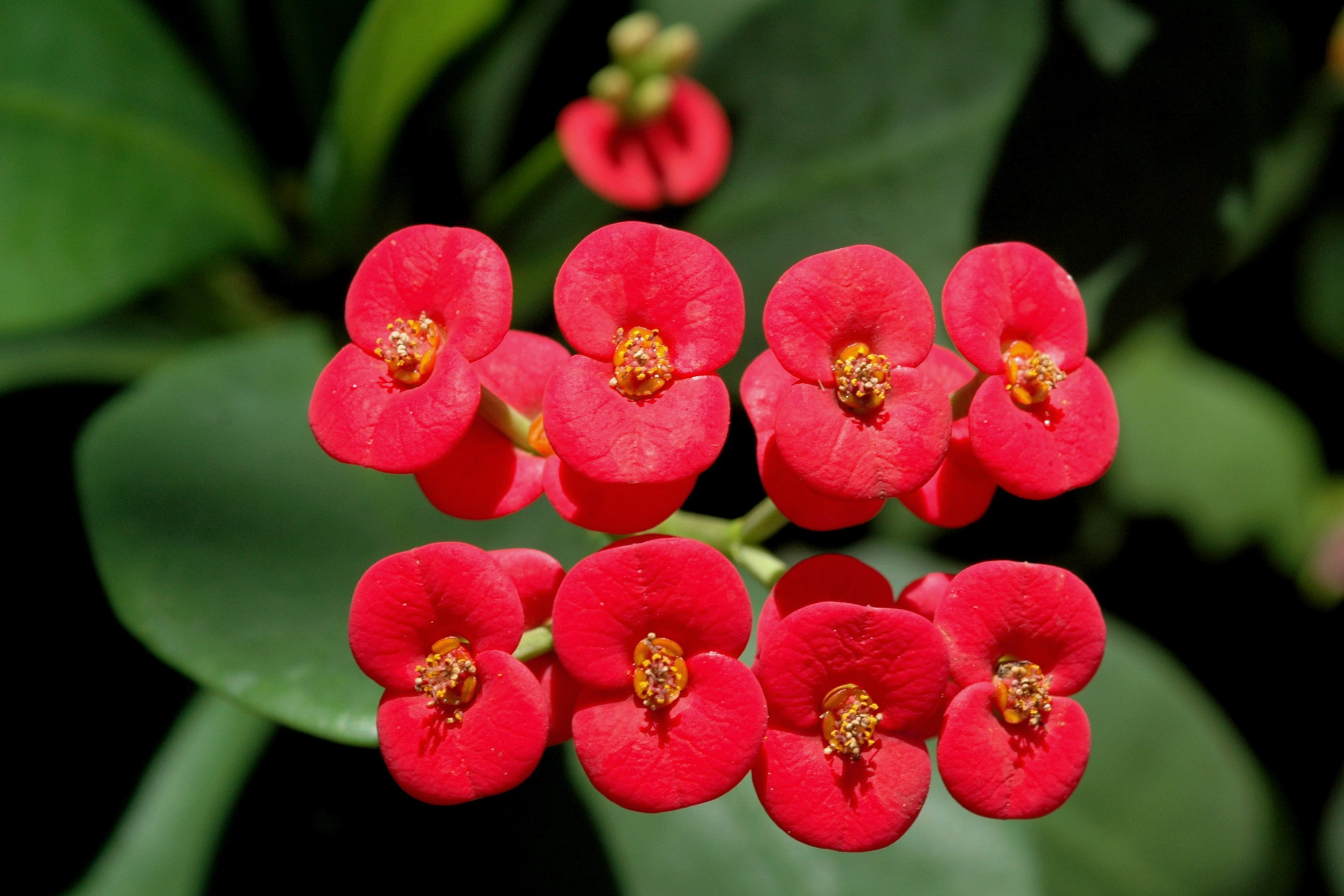
Kwiaty

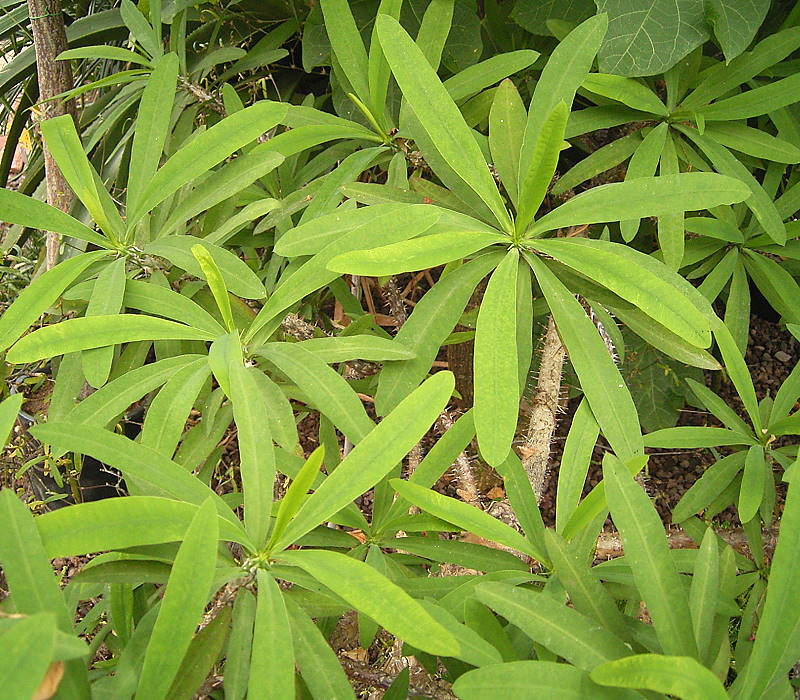
Odmiana E. milii longifolia (długolistna)

Wilczomlecz okazały (Euphorbia milii Des Moul.) – gatunek rośliny należący do rodziny wilczomleczowatych (Euphorbiaceae). Pochodzi z Madagaskaru. Strefy mrozoodporności: 9-11. Często nazywany "koroną cierniową", jednak w starożytności nie był znany na obszarze Morza Śródziemnego.

## Morfologia
PokrójKrzew o wysokości do 2 m, gałęzie grube, zazwyczaj powyginane, z licznymi kolcami. Zawiera sok mleczny we wszystkich organach.
LiścieNaprzemianległe, 3–8 cm długości, podługowate do odwrotnie jajowatych.
KwiatyZebrane w kwiatostany o długości do 10 cm, widlasto rozgałęzione, 2, 4 lub 8 cyjacji, każda cyjacja z dwiema czerwonymi, okrągłymi podsadkami o szerokości do 1,5 cm. Miodniki błyszczące.
OwocRozłupnia trójkomorowa.

## Biologia i ekologia
Roślina światłolubna, rośnie głównie na stanowiskach suchych. Roślina trująca: tak jak inne wilczomlecze, zawiera trujące substancje w soku mlecznym.
Gatunek charakteryzujący się dużą zmiennością.
Opisane odmiany:
- Euphorbia milii var. bevilaniensis  (Croizat) Ursch & Leandri 1955
- Euphorbia milii var. hislopii  (N.E.Br.) Ursch & Leandri 1955 (syn. E. hislopii)
- Euphorbia milii var. imperatae  (Leandri) Ursch & Leandri 1955
- Euphorbia milii var. longifolia  Rauh 1967
- Euphorbia milii var. milii
- Euphorbia milii var. roseana  Marn.-Lap. 1962
- Euphorbia milii var. splendens  (Bojer ex Hook.) Ursch & Leandri 1955
- Euphorbia milii var. tananarivae  (Leandri) Ursch & Leandri 1955
- Euphorbia milii var. tenuispina  Rauh & Razaf. 1991
- Euphorbia milii var. tulearensis  Ursch & Leandri 1955
- Euphorbia milii var. vulcanii  (Leandri) Ursch & Leandri 1955

## Zastosowanie
- Wykorzystywana jako roślina żywopłotowa lub ozdobna, także doniczkowa. W uprawie wiele kultywarów, niekiedy także z żółtymi podsadkami.